# جون بوستك
جون بوستك (بالإنجليزية: John Bostic)‏ هو لاعب كرة قدم أمريكية أمريكي، ولد في 6 أكتوبر 1962 في تيتوسفيل في الولايات المتحدة.

## وصلات خارجية
- جون بوستك على موقع مرجع كرة القدم المحترفة.كوم (الإنجليزية)